# こむぞう
『こむぞう』とは、小宮山雄飛、UMU、大橋慶三の3人の鼎談によるポッドキャスト（インターネットラジオ）番組。ポッドキャスティング創成期の2005年7月4日より毎日配信中のポッドキャスト番組である（毎週収録貯め録り）。こ(5)むぞうが、いい(11)ね、と君が言ったから、5月11日は、こむぞう記念日としている。

## メンバー（ホームページより抜粋）

### 小宮山雄飛（“こ”担当）
ホフディランとしてメジャーデビュー、ユウヒーズとしても2枚、BANK$としても1枚のアルバムリリース。ラブホに行った事がないことでも有名。
こむぞう内で演じる主なキャラクターに、小宮山雄飛・雄飛、こみこ、マンデー雄飛、ジャズ山雄飛、小宮山芭蕉、小山田雄飛、小宮山田優、大山優飛、片山雄飛、小宮山雄ヒロミ、ファンタジスタ雄飛、エスコート雄飛、テンフィンガーユウヒ、ユング、（ロッテのユニフォームを着た）小宮山、こみ谷さん、アルフレッド・コミラー、アイドラー小宮山、ハイパーなんとかかんとか、ムダギバ雄飛、有益なりし、コミタク、コミックス、昼呑山雄飛、カレ太郎（カレーのピコ太郎）、ザコ太郎、アンカーマン、ベストラー作家、回答王、問題王、ピュアクイズ王、エロクイズ王、プロ野球予想王、ふるさとマスター、北海道新聞の小早川さん、ギターの先生、ペロペロ師、小宮山雑談員、バンズなどがある。つっこみ担当でSキャラである。
また、タモンメンに外見が激しく酷似しているが、本人はあくまでも同一人物である事を否定している。

### UMU（“む”担当）
ビートクルセイダースとしてデビュー、ソロとしても、FREAKYFROGとしてもアルバムをリリース。貴乃花としてもデビュー予定。祖父の名前はかくいちろう、祖母はつねこ、父親はやすお、母親はみよこ、姉はくみである。さんまの早食い名人。2010年2月21日に一切連絡が取れなくなり行方不明に。死亡説も流れた。緑色が好きで、全身緑色などのコーディネートを好む（子供の頃は黄色い物好き）。3人組演歌ユニット「ブルーチーズ大橋」のリック安原（作詞作曲・再生ボタン）。
こむぞう内で演じる主なキャラクターに、高松外郎（ういろう）、panky JIVE（パンキージャイブ）、Mr.I、ロースター秋田、砂肝・アンディ・一郎（ミドリムシ）、うむこ、稲川ウム次、UKKO、心霊、中野の死神、パーマ教祖、ウム部建、石田根純一、石坂の浩二、やおいうむいち、日野ウム、半沢ウム樹、ウム丸、ウムどん、ウム西トオル監督、ウム小西、五郎ウム、ウム嶋茂雄、ウム柳徹子、ウメヒロシ、ウムタク、ウムジョージ、所ウムジ、うむっち、ディーン・ウムオカ、アルフレッド・ウムラー、アイドラーウム、佐野屋敷、ラム屋敷、水木うむる、瀬戸ウム寂聴、菌グ・ウム、ウム肉、バブルウム、ハイパーウム、プロフェッショナルウム、ムロさん（渋谷のラジオ公式Twitterより）、ウ・ムー、ED鬱バブル男爵、射精虫、バブルウムブラザーズ、ウムミリガン、うむこ、ウム沢悠里、ウムヤマひでちゃん、産屋敷ねつたか、ウム（有無）なしき、よかったねーおじさん、ひげアクセル、あってないもんブラザーズ（ヒゲ）、ウムカイ、無欲等、ウム橋貴明、ロックさま、パクリ王子ぽんぽこ、腰社長、ウング、UMA、Uシェパード、ドクターウム、ウム犬、マグネシ・ウム、あんときのウム、万人ウケのウム、日にちのウム、日付けのウム、両ヒールウム、片ヒールウム、SAKURA産フーズ、妖怪照れ隠し、中野の舐め太郎、アニマル舐め太郎、3P舐め太郎、掛け軸舐め太郎、中野のワクチン吸太郎、中野のワクチン舐め太郎、チンコに噛み付いたウム、ワム（ワクチン打ったウム）、ウムチン、サンタウム、チンコかじ太郎、尿漏れ、オールバック男、高松二郎、駅前おばさん、曲名おじさん、おくちゃん大好き、すいません王子、（隣の）しゃもじ男、ウム肇、ウムスネ夫、こむネットウム太、ウム乙女、サイコウム、ヤジウム、額縁職人、ど真ん中評論家、えせカレー評論家、季節ウム、デブのウム、産後デブ、ノロのウム、黒金玉のウム、こむネットウム太、シラスくん、ウムダンス、うむもとあや、ぶんぶーんウム、ヤム、UMU麻呂、彦、落語家U、ミシュランズのウッシュ、2酒乱ズのウッシュ、加賀屋兄弟のヒゲのほう、門汁消防団のギター（慶三と結成）などがある。
また、タモンちゃんに外見が激しく酷似しているが、本人はあくまでも同一人物である事を否定している。

### 大橋慶三（“ぞう”担当）
映画監督・脚本家としてインディーズフィルムフェスティバルなどで数々の賞を受賞、浦安が生んだ、ディズニーランドに続く大物（予定）。ディズニーシーに沈む大物（事実）。巷では「浦安のタイガーウッズ」との異名を持つ大物（希望）。しかし心はチャーシューメーン！極度の緊張に陥ると肛門から透明の液体通称「門汁」が出てくる。パニックに陥ると目がガラス玉になり、平面的に見えるようになる。父親の名前はやすお、妹の名前は、たかだまきこ。妻の名前はのりこ。2010年3月13日に結婚し、宮古島で挙式をあげたとファンに報告した。行政書士。3人組演歌ユニット「ブルーチーズ大橋」のブルーノ・チーズ（歌唱）。
こむぞう内で演じる主なキャラクターに、白アクセル、赤線先生（赤線行政書士）、あってないもんブラザーズ（デブのD）、アンチブラザーズ、ラバーマン、令和ラバーマン、令和虫、パクチー大橋、ラップマン、TENGAマン、ぼんじょるの（YouTuber）、人間、マダムケイコ、けいこ、ヒカル、沈黙の乳首、沈黙の巨匠、鳥肌モーゼ、ジュゴン、深読みマン、ラバーマン（ゴムゴムの実の能力者）、うんちく翁、妖怪重ねジジイ、合わせじじい、噛口さん、油断さん、枕詞ファンタジスタ、回り工藤さん、正論さん、解放同盟、解放野郎、トランク野郎、お祭り野郎、手探り君、言ってないさん、シュセンドン、カブラー、全方位テロリスト、ネガティブナレーター、うざぞう、あいまい天狗、デリカシーなさミルフィーユ、ミステリーナハンター（ミステリーナさん）、ちっちゃいシンドン、息抜きだねまさにねおじさん、そっスねおじさん、元気そっスねおじさん、ふれあい推進おじさん、ナレーション褒めおじさん、Ustおじさん、ハッピーおじさん、パクリ歌人、DJきどり、入れてよおばさん、逆だよおばさん、エライおすぎ（または、エラクナイおすぎ、もしくは、クオーターおかま）、おならプー派、うんこうんこ行政書士、バンズ、Kシェパード、インドおじさん、ダジャレさん、ヒント王、便乗王、褒め王、認め王、滑舌王 、ファミチキ王、慶三殿、とのぞう、グラン児、（和物の）柄を司る神、門汁を司る神、下品を司る神、独自設定を司る神、雪を司る神、話の腰だけを折る人、ともだち王、ミンポーの人、祭男、祭親子、恋する慶三、くしゃぞう、ピュアぞう、ロマンティックけいぞう、四半沢直樹、車猫次郎、ヒロ慶三、大橋玄太、井之頭慶三、ニート・コバーン、ケイゾクルーズ、おけこデラックス、雑の極み乙女。、竹原ケイゾウ、クドクドカン、ショーン慶三、ギョブズ、ミニジョブズ、グッチ慶三、ノープランティーノ、鼻タランティーノ 、ケイタク、拠り所ジョージ、無益等、高糖力、濡れ貴闘力、無益海（高糖力部屋）、濡れ鷹、おんぞう、逃口ひろし、逆本田、賢愚、ブルーシート大橋、大橋ジョージ、大橋ヒロマサ、日野ケイゾウ、佐野ケイゾウ、草草野、大橋小円形、Kindle慶三、ドブ水臭夫、脱糞、小岩ギャグぞう、スキャットマンケイゾウ、しゃしゃぞう、ケイゾウ・リー、R（宇宙人）、けいこ、ケイコパス、リンパデブ、妊娠線デブ、産後デブ、三沢デブ、汗をかいた人、小橋小顔、浦安の郷太、函館太郎、脱脂メンズ、闇サルシスト、レイブおじさん、ランボー、スーパードクターK3、銀河鉄道999の鉄郎、ラビット大橋、大橋捏造、大橋脚本、司会慶三、半行政書士、大橋ポン、上善水如大橋、ハイブリッツ大橋、大橋ジョージ、tikubinisuto慶三、大橋家、大橋雑談員、ポプラ慶三、セリーヌ大橋、紙飛行機大橋、満腹亭慶三、ポテサラ男爵、慶三バーガー、Vネック、泥棒ネットワーク、飛び出す守銭奴、3D男、飛び出すイライラ、物乞い、シカ、シコウヒン配達係、あったらしい歴史教科書、縄文野郎、パール☆ケイゾー、アパタイト☆ケイゾー、ジョン（犬）、ガイ・リッチー役、車海老太郎、海老皮剥太郎、卒園式盛り上げリスト、パパプロ、プロザクラ慶三、励まし屋、出張泣き止ませ屋、ブログ朗読屋、豚君（とんくん）、歩くワイドショー、アマゴルファー、すり替え仮面、記憶のすり替え仮面、はしまろヒコマロ、妖怪ばばあじゃねえんだよ、UMUの母親、ミシュランズのケッシュ、2酒乱ズのケッシュ、加賀屋兄弟の太ってるほう、zemsonのボーカル（綾瀬はるをと結成）、門汁消防団のボーカル（UMUと結成）、モノモス（物申す際の、ひとりグループ）、長男ズ（ワタナベイビーと結成）、親の臑のかじり虫、ビデオデッキ大橋、ママー大橋などがある。
また、タモンくん、セクシーボーイに外見が激しく酷似しているが、本人はあくまでも同一人物である事を否定している。

## プログラム

### 現在のプログラム
現在は、毎日がフリートークとなっている。

### 不定期開催
- ダンディこむぞう リスナーからの人生相談を受け付ける
- メルぞう リスナーからのメールを読む
- 雄飛に何でも相談（質問）小宮山がリスナーからの相談（主に質問）に答える。5181回より開始
- 産屋敷光孝の報告王国
- 週刊！裏山雄飛 ホフディランやこむぞう関連のライブやイベントの裏側を報告
- 大橋慶三の『たいたい行政書士は』
- こむぞうコンフィデンシャル　慶三による、うろ覚え金融理論　5513回より開始

### 過去にあったコーナー
- 以前は、毎週テーマに沿ったトークを月曜日から数日間行っていた。
- インフォこむぞう ライブの告知など。
- サンデーこむぞう イタコ機能搭載のコンピューター略してイタコンピューターを使って、死んだ人と交信する。
- コメぞう - 慶三がリスナーから寄せられたメール、コメントに、ブログで返事を書く。
- JJのポッドキャストニュース - ポッドキャストマスターであったJJから送られてきたニュースを読む。
- はなれこむぞう iChat AVを使って三人別々の場所からポッドキャスティングを行う企画（2012/3/24まで）。
- 『こむぞう』presents 最強の○○ - こむぞうの3人がその週のテーマにあった最強の○○を決める。
- ネタぞう『凶悪事件対策本部室 - 犯人からの要求』 立て篭もり犯が警察に要求する無理難題を募集。
- ネタぞう『さすがに泣くねぇ』 - これはさすがに泣くだろうという状況を募集。
- ネタぞう『サラリーマン川柳 字余り』 - 五七無限大の川柳を募集。
- ネタぞう『シリーズ遺言』 - さまざまな人、物の遺言を募集。
- ネタぞう 「こんなものいらない！」 リスナーから世の中にあふれるいらないものを募集する。
- ネタぞう 「作家ネーム」 『1分でわかる大学』に用いる作家ネームを募集する。
- クイズ - 不正解の中から面白いものを選ぶ。
- 大喜利こむぞう 毎週出されるネタに対して回答を募集する。
- wikiにおまかせ - Wikipediaのおまかせ表示機能をつかって、より有名なものが出たほうが勝ちというゲーム。
- 大橋慶三のランキン☆王国 様々なランキングを小宮山とUMUが当てる。
- 大橋慶三の中途半端モノマネ - 慶三が中途半端なモノマネをして、最後に中途半端と言う。
- 大橋慶三の『ワンポイント親族の挙式』 - 慶三が妹の挙式での体験をもとに、親族の挙式のすばらしさを伝える。
- 大橋慶三の『たいたい子育ては』 - 慶三が実体験をもとに語る。
- ちょっと訊いてよ、教えて慶三パパ。『たいたい子育ては』のなかでリスナーからの質問に答える。
- 月曜寸劇 - 慶三の脚本による、ものすごく後味の悪い、苦笑たっぷりの寸劇を、月曜の朝からやる（やらされる）。
- ウ昔話 UMUが昔話を紹介する。簡単にしか覚えていないため、新しい発見がある。
- ウム落語 UMUがオススメの落語をボソボソと語る。
- UMUの英語講座 - 第1027回のみ
- UMUのこれどう思います？2298回のみ
- 雑談・ウム柳の部屋
- ウムのスモールスリープ
- 産屋敷光孝の予想外の不謹慎。2083回のみ
- 今日は何のメール？　UMUに送られてくるメール（深夜の失態劇を報告する）を発表する。2269回のみ。
- 今日は何キロ？ ダイエット対決中、月曜日はUMUの、火曜日は慶三の体重をその場で測定する。
- 関ノートの世界
- こむぞう裁判、慶三裁判、オカマ裁判
- がっかりしたこと　リスナーからがっかりしたことを募集する。
- 眠りこむぞう ゆるいトーク
- 過去むぞう 過去のエピソードを振り返る

## 歴史

### 2005年
- 4月 - 代々木のZher the ZOOでのBANK$のライブにおいて、初めて3人が顔を合わせる。ライブの終わったステージ上で慶三が小宮山に対し、自分は本当はできる男であると叫ぶ。
- 7月4日 - 第1回 ホームページプレオープン（ブログよりダウンロード形式での配信開始）
- 7月7日 - 第4回 ポッドキャスト形式でのダウンロード開始
- 8月1日 - 第29回 今日は何の日開始
- 8月2日 - 第30回 拡張版Podcasting開始
- 8月22日〜 - 第50〜55回 第1回COM-1グランプリ
- 9月6日 - 第65回 人生相談開始
- 9月13日 - 第72回 ネタぞう開始
- 9月13日、14日 - 第72回、73回 パノラマこむぞう（UMU『パノラマ360』発売記念 1日2回配信）
- 9月17日 - 映画ナッシング公開イベントに於いてこむぞうメンバーによるトークショー開催
- 10月11日 - 第100回『記念おまけ！BANK$スペシャルライブ』
- 11月15日 - 第135回 ペンネーム『巨泉のこんなものいらない』さんから、小宮山がネタぞう『こんなものいらない』を思いつく
- 11月21日 - 第141回 今日は何の日にモンゴルフィエ兄弟登場
- 11月22日 - 第142回 門汁[7] 騒動勃発
- 12月10日 - 第160回 ネタぞう『こんなものいらない』開始
- 12月13日 - 第163回 UMUがスペインに行きたいと、告白する
- 12月16日 - 第166回 こむ電が開通

### 2006年
- 1月1日 - 第182回 UMUが初めてこメールのアドレスを言う。（これ以後アドレスを言う係となる）
- 1月13日 - 第194回 小宮山がのどの手術でしばらく声を出さなくなる。
- 1月19日 - 第200回 『オマケFIREアコースティックバージョン』
- 1月28日 - 第209回 糞虫[8] 発言。
- 1月31日 - 第212回 熟女好きのUMUが、マナカナが好きだと告白する。
- 3月15日 - 第255回 慶三がポッドキャスト初のピー（自主規制）発言
- 3月16日 - 第256回 小宮山が復活
- 3月21日 - 表参道ヒルズのPODCAST STUDIOにてビデオポッドキャストを公開編集作業
- 3月24日 - 第264回 こむぞう初！・ビデオポッドキャスティング
- 3月28日 - 第268回 慶三が励まし屋であり深読みマンであることが判明する
- 4月15日 - 優木まおみの『ブイログ』にて慶三が初の顔出し
- 4月29日 - 第300回 『放送記念こむ電スペシャル！』（慶三がリスナーに死んでくださいと言われる）
- 5月1日〜 - 第302〜305回 第2回COM-1グランプリ
- 5月9日 - 第310回 JJのポッドキャストニュース開始
- 5月29日 - コメぞうスタート
- 5月31日〜 - 第332回 第2回COM-1グランプリ 決勝戦
- 6月6日 - 第338回 公家事件
- 7月20日 - 第382回 はなれこむぞう開始
- 8月7日 - 第400回 『はなれこむぞう 慶三が1人落ちるの怪』
- 9月23日 - ビックカメラ有楽町店にてトークイベント
- 11月15日、16日 - 第500回、501回 『30代ぶらり旅大冒険！ 』
- 12月11日 - 第526回 慶三遅刻のため不在。
- 12月27日 - 第542回 慶三が性感帯は乳首であると告白。
- 12月28日 - 第543回 慶三が中途半端に『中途半端』と言う。

### 2007年
- 1月20日 - 第1回生こむぞう。慶三が『セクシー』と叫ぶ（第573回で配信）
- 2月14日 - 第591回 こむぞう誕生秘話。小宮山とUMUが『ひなー』な男、大橋慶三と出会う感動ストーリー。
- 2月23日 - 第600回 『あいうえ大喜利』
- 3月5日 - 第610回 慶三が正式に『正式名称』と言う。
- 4月30日〜 - 第666〜669回 第3回COM-1グランプリ
- 6月3日 - 第700回 『稚内サウンドストーム！』
- 6月6日 - 第703回 カワカミ タカシ（afterpilot）のブログを報告
- 9月11日、15日 - 第800回、804回 『GENIUS AT WORK訪問』
- 10月3日 - 第822回 UMUの指が臭いことが判明
- 10月20日〜 - 第839回、840回、846回 『秋の大収穫祭・ウムのお宅訪問』
- 11月5日〜 - 第855回〜861回 『一人旅大企画・わびしんぼう！』
- 11月17日〜 第867回、868回、874回、875回、881回、882回 『秋の大収穫祭・慶ちゃんの未来の日記』
- 12月12日 - 第892回 慶三が大阪のヘブンで『セークシーーー！！』と叫ぶ。
- 12月20日 - 第900回 『北の大地からゲストスペシャル！』

### 2008年
- 1月1日 - カウントダウンこむぞう 『セクシーボーイ』登場
- 1月22日 - 第936回 『折れ曲がりチンポ野郎』登場
- 2月17日 - 第2回生こむぞう セクシーボーイ来地、慶三は遅刻。小宮山の兄がお忍びで観覧
- 3月8日 - 第979回 UMUの住む家が無くなることを報告
- 3月29日 - 第3回生こむぞう セクシーボーイ来地、Wタモン上京。同日開催されたApple Store Ginzaのイベントにて配信
- 3月29日 - 第1000回 『うおりゃーーーーーーーーーー！！！！！！！！！！！ これが1000回だーーーーー』
- 4月2日 - 1904年のこの日、小泉八雲が『怪談』を出版したことから、ウ昔話を思いつく
- 4月14日 - 第1016回 ウ昔話開始
- 5月19日 - Nike+ RUN CARNIVAL 2008に参加。特別に、走りながら収録した3話を配信[9]
- 5月26日 - 第1058回 小宮山の『慶三、ハゲた？』発言
- 7月4日 - 第4回生こむぞう 3周年記念 慶三に、嫁いでしまう妹に代わり、新しい妹が4人できる
- 7月5日 - 慶三の妹が結婚
- 10月6日〜 - 第1191〜1194回 第4回COM-1グランプリ
- 10月16日 - 第1201回 UMUがスペインに行きたいと、告白する（2回目）
- 11月1日 - 第5回生こむぞう Wアクセル来日。前日に開催されたゴウタ祭りでの、泥酔した西寺郷太の模様を大公開。『大橋4姉妹物語』上映
- 11月3日 - 第1219回 UMUがスペインに行きたいと、告白する（3回目）
- 11月5日 - 第1221回 UMUがスペインに行きたいと、告白する（4回目）

### 2009年
- 1月23日 - 第1300回 祝1300回・ネタぞうスペシャル
- 2月15日〜 - 第1323回、1330回、1337回 ウムどんの田舎に泊まろう〜隣のしゃもじ男
- 3月8日 - 第1351回 眠りこむぞう開始
- 4月7日 - 第1381回 慶三が『ラ〜ンキ〜ン王国』と叫ぶ
- 5月3日 - 第1400回 ランキン王国開国
- 5月11日 - 第1408回 『こむぞう記念日』を定める
- 7月4日 - 第6回生こむぞう 4周年記念
- 8月11日 - 第1500回 1500回記念・ギネスこむぞう
- 8月31日〜 - 第1520〜1523回 第5回COM-1グランプリ
- 9月13日 - 第1533回 ランキン王国内に霊の声が収録されてしまう。のちの1538回心霊こむぞうで謎が解明される
- 9月17日 - 第1537回 郷太スペシャル・こむぞう史上最長37分45秒を記録
- 10月25日〜 - 第1575回〜　第5回COM-1グランプリ罰ゲーム『山手線全駅散歩』
- 11月27日〜29日 - 慶三が脚本を手がけた演劇『デッド・エクイティ・スワップ』が公演
- 12月24日 - アップルストア銀座にて2009年年末恒例年末大賞発表

### 2010年
- 1月1日 - 大橋クリニック開業。スーパードクターK3のゲル治療によって、食塩水のスネ毛を処理した
- 2月3日 - 第1676回 慶三寄贈作品『アメリカに潰された男』を口述
- 2月9日 - 第1682回 第2回こむぞう裁判「オカマ事変」
- 2月21日 - UMUが失踪し、一切の連絡が付かなくなる。その後、小宮山のTwitter上のつぶやきにより死亡説が流れる
- 2月21日 - UMUが深川の法乗院 ゑんま堂にて発見された
- 2月24日 - 第1697回 慶三寄贈作品『雨に砕け散った女』を口述
- 3月13日 - 第1714回 慶三が結婚を発表。宮古島で挙式をあげた
- 5月7日 - こむぞう初のustream、幽霊事務所で8時間ぶっとしての生中継が開催される
- 6月11日 - 第一回UMUバー開催
- 9月5日 - THIS IS ラバー便
- 10月12日 - 第1927回。石田根純一初登場
- 10月24日 - 第1939回。週刊！裏山雄飛開始
- 11月8日 - 第1954回。慶三、ポプラ文学賞を受賞した水嶋ヒロについて熱く語る
- 12月24日 - 第2000回。やったぜ、2000回！

### 2011年
- 1月1日 - 第2008回 慶三、ポプラ文学賞を受賞した水嶋ヒロ作「KAGEROU」について熱く語る
- 1月1日 - UMUがノロウイルスに感染（2度目）
- 2月28日〜 - 死にゆくこむぞうスペシャル。慶三の知り合いで、映画『死にゆく妻との旅路』を監督された、塙さんとプロデューサーの朴木さんがゲスト。
- 3月11日〜 - 期間限定、超売れっ子すぎて慶三がお休み
- 3月11日 - UMUが女性を口説く
- 3月17日 - 2083回。UMUがネットをデッドと言う
- 3月17日 - 慶三が出産を発表。3月17日13時24分に3665gの元気な長男
- 3月29日 - 第2095回 慶三、「大体」を「たいたい」と言う
- 4月7日 - 第2104回 慶三、長男を蒼三と名付けたと発表
- 4月17日 - 第2114回 UMUと慶三のダイエット対決スタート
- 5月8日 - 第2135回 慶三、口述作品『スピーチに演劇を持ち込んだ男』
- 5月16日 - 特別企画・ホフこむぞう ホフディランのメンバー、バックバンドがゲストで登場
- 6月11日 - 2169回 ウム・生誕祭。UMUがぼそぼそと自分の半生を語る
- 8月6日 - 2225回。慶三に引退勧告
- 5月16日 - 生こむぞうvol.7。ダイエット対決、ウム69.4kgにて勝利。
- 9月30日 - ニフティPodfeedのサービスが終了
- 10月1日 - 新しいPodfeedでの配信を開始

### 2012年
- 1月1日 - 第2373回・お正月は年賀状やろ〜！　こむぞうの年賀状用写真撮影の模様を動画で配信。
- 1月2日 - 第2374回・お正月スペシャル 新年の抱負を語る会のはずが、慶三が愚痴を話す会となり、好評を博す。また、「大橋慶三は今年遂に世に出ます！」とPodcastとブログで宣言する。
- 4月30日 第2493〜6回・関ノートスペシャル

### 2013年
- 9月19日 第3000回・3000回記念　慶三 第2児誕生スペシャル

### 2014年
- 11月4日 第3411〜3回・こむぞう×池袋交差点
- 11月13日 第3420回・ウムの曲名おじさん！

### 2015年
- 1月14日 第3482回・慶三の新作の相談
- 2月10日 第3506回・あの人と話す会の裏話（時代うなぎ、慶三の酔っぱらい話）
- 2月10日 第3524回・ニート・コバーン発言
- 12月5日 大橋慶三、原液（現役）引退

### 2016年
- 4月28日 渋谷のラジオにて、渋谷のこむぞうがスタート
- 6月15日 第4000回・来たぜ、4000回！
- 8月5日　第4051回・小宮山が「ウムの下の名前なんだっけ？」と訊く
- 11月18日　第4156回・金＜函館けいぞう＞　ウムがスペイン移住を断念していたと告白。（飛行機恐怖症になったため）いまは高松に移住したいとのこと。
- 11月21日　第4159回・月＜ゆるぞう＞　ウムが芸名を「高松外郎（ういろう）」に変えようと悩んでいると告白。「ウム」の芸名の由来が明らかになる。
- 12月2日～9日　第4170～4177回　ウムが無口になる。
- 12月10日　こむぞう文学部立ち上がる

### 2017年
- 1月6日 第4205回・金＜スケジュールこむぞう＞　UMUが「商いの7割がカメラマン、残りの3割がデザイン関係である」と告白。
- 4月15日 第4304回・土＜2酒乱ズの最新酒場入門＞ 新酒場入門に対抗して2酒乱ズの2人が最新の酒場を紹介する新コーナーが開始。初回は中目黒のおたるで、星は2つ（星は最大で7つ）。
- 5月6日  第4325回・土＜ゆるぞう＞ 慶三が不倫をしたいと決意表明。
- 5月9日～14日　第4328～第4333回 慶三裁判。さくら水産事件。
- 5月14日 第4333回・日＜慶三裁判＞　小宮山とUMUが、タッチパネルを神として崇めだす。
- 10月9日 第4481回・月＜こむぞうテコ入れ計画＞　慶三が母乳が出ると告白。

### 2018年
- 4月5日 第4659回・木＜ゆるぞう＞ UMUが悟る。
- 4月26日 第4680回・木＜産屋敷光孝の報告王国＞ 慶三が断筆していたと告白。ユーキャンで行政書士になる勉強を始めたと報告。
- 8月12日　第4788回・日＜ウムこむぞう＞　ウムメンバーが田舎に行くかスペインに行きたいとほのめかす。
- 10月24日　第4861回・水＜ゆるぞう＞　渋谷のラジオを卒業していたことを報告。
- 12月7日　生こむぞう開催。（東京）
- 12月8日　生こむぞう開催。（仙台）

### 2019年
- 1月21日 第4950回・月＜ゆるぞう＞　バイク事故でUMUの指がポキっといったことを報告。
- 1月30日 第4959回・水＜サロン℃ケイゾウ＞　慶三が行政書士試験の結果を報告。結果は、不合格。
- 3月12日 第5000回・火＜前人未到？配信数5000回到達！！＞　5000回達成。
- 4月11日 第5030回　・木＜新事務所からの初放送！＞
- 5月4～6日、23日 第5053～5055回、第5072回　慶三裁判。慶三夫妻が大げんか。
- 5月11日 令和初の生こむぞう開催。
- 8月23日 第5164回・金＜雄飛がヘミングウェイに目覚めた日！？＞　ウムが、いずれスペインに移住し、スペイン坂スタジオから収録に参加することを決意。
- 11月5日 第5238回・火＜慶三が賞を獲った！！？？＞　慶三が、自身が脚本を担当した、外組公演「ひみずや」が第31回池袋演劇祭舞台芸術振興会賞を受賞したことを報告。
- 11月7日 慶三が演歌歌手ブルーチーズ大橋として、高円寺AMP cafeでデビュー公演を行う。
- 11月7日 5241回・金＜ブルーチーズ大橋・夜明け前！！＞　慶三が、演歌歌手の活動と行政書士の資格を取得を目指しているのは、将来浦安市議になるための材料であると告白。
- 11月11日 慶三が11月10日に受けた行政書士試験の自己採点の模様を、Youtubeにてライブ配信。自己採点の結果では、合格点に到達していた。
- 12月20日 5283回・金＜イナダ a.k.a ウム＝panky JIVE！＞ UMUがソロ名義をpanky JIVEにすると報告。UMUが出世するとpanky JIVEになる出世魚であるとのこと。

### 2020年
- 1月31日　5325回・金＜はっかないハマボウフウ（稚内サンドストームの前番組）に出演したよ！！＞　はっかないハマボウフウ初配信。
- 1月31日　令和2年初生こむぞう　ブルーチーズ大橋が両A面シングルでデビュー。慶三が行政書士試験結果発表を行い、結果は合格であった。
- 2月12日　5337回・水＜UMUとPANKYJIVEの微妙な関係！？＞　UMUのソロ名義であるpanky JIVEは、UMU and the panky JIVE(panky JIVEはサポートメンバー)とすることを報告。
- 4月２日　『こむぞうの思いっきり生電話』開催
- 4月15日　5400回・水＜試しにZOOMをやってみた！＞　新型コロナウィルスの影響で自宅待機となったため、ZOOMでのこむぞう収録を開始。
- 5月29日　5444回・金＜行政書士会に登録申請を行いました＞　慶三が行政書士事務所の名前を「あいらい行政書士事務所[10]」としたことを報告。
- 6月20～23日　5466～5469回　慶三裁判。　大森からの帰路、タクシーのドライバーとモメそうになる。その直前に大便を漏らしたことと、それをママ友のLINEグループで報告したことを告白。判決は行われず。
- 7月7、8日　5485、5486回　慶三裁判。　電車内にスマートフォンを置き忘れてきたことに端を発する駅員とのいざこざ。警察をも巻き込んでの末、慶三の「そもそも論で語らないでほしい。」との発言で判決は行われず。
- 9月８日　慶三がリスナー「YK」さんのYouTube番組に出演。行政書士として会社設立の登記申請を行う。[11]
- 12月24日　5653回・木＜流行フレーズ考えちゃった！？＞　慶三が「ウマイル（旨い、参る、スマイルを掛け合わせた言葉）」を流行らせないかと提唱。
- 12月28日　5657回・月＜鬼滅のあの人って産屋敷！？＞　UMUがストレートパーマをかけていたことを報告。

### 2021年
- 1月1～3日　『ウマイル」ではじまるこむぞう2021。慶三、UMUによるグルメリポートと、反省会。
- 1月15日　UMUがツイッターにて新型コロナウイルス（COVID-19 ）の検査の結果、陽性となったことを報告。こむぞうでは1月18日配信分で報告。
- 1月22日　UMUが東京都立広尾病院に入院。
- 1月26日　UMUが退院。
- 第5689〜5693回　UMUのコロナ体験記。
- 2月3日　5696回・水＜初めてのClubhouse！！＞　Clubhouseを使って公開収録したものを配信開始。慶三がClubhouseをネズミ講と呼ぶ。
- 3月1日　5720回・月＜大人気、ウムのウメ占い！！＞　ウムのウメ占い開始。
- 3月22日　5741回・月＜大橋慶三の持論クリニック！！＞  大橋慶三の持論クリニック開始。
- 3月後半　ニフティのメールの更新が打ち切られる。
- 4月2日　5752回・金＜出張ラジオディラン！？＞ ラジオディランこむぞう出張版。
- 4月11日　5761回・日＜【comzo704@gmail.com】できました！！＞ 　新しいメールアカウントをGmailにて取得。
- 7月11日　5852回・日＜ワクチンを打ったら・・・！！？？＞　ウムが新型コロナウイルスのワクチンを打ったと報告。
- 9月13日　5916回・月＜下北はアップデートされている（モスキートーンズ）！！＞ UMUがパンキージャイブのメンバーとバンド「モスキートーンズ」を結成したと発表。
- 9月30日　5933回・木＜暗闇車中を盗み聞き！！＞ 　行政書士ポットキャスター激うまいる開始。
- 10月24日　5957回・日＜新コーナー「不眠症のためのポッドキャスト」！！＞ 不眠症のためのポッドキャスト開始。（6000回までの限定企画）
- 10月25日　5958回・月＜祝！　制限解除記念の「ランキン王国」！！＞  ランキン王国復活。
- 10月27日　5960回・水＜ブログもおしゃれにリニューアル！！＞ ブログリニューアルを報告。
- 11月6日　5970回・土＜もくもく目撃ニュースのウムが被害者となりました！！？？＞  もくもく目撃ニュース開始。
- 11月26日　5990回・金＜こむぞうは今日からCMZになりました！＞　こむぞうからCMZに改名（？）
- 12月2日　5996回・木＜来週いよいよ6000回スペシャル！！＞ 　UMUが「やっぱりいまでもスペインに行きたい、惹かれあってる」と発言。
- 12月2日　ブルーチーズ大橋＆由宇霧（VTuber）デュエット曲、「別れのグリハマ〜二人の分岐点(貝わかれ）〜」が解禁。
- 12月5日　生こむぞう6000回スペシャルを大阪・梅田 Lateralにて開催。
- 12月6日　6000回・月＜前人未到の６０００回記念ランキン王国！！＞　6000回記念のランキン王国。

## テーマトーク
毎週、テーマにあわせたトークを行う。
これまでのテーマ。

### 2005年
【7月】女性 / 音楽 / 食 / 酒 /

【8月】映画 / 夏 / スポーツ / 曲 /

【9月】 漫画 / 懐かしのTV / 未来 / インターネット /

【10月】お祝い / ネットアイドル / 街 /

【11月】お笑い / 兄弟 / 虫 / 人体 / 忘年会 /

【12月】ラーメン / 経済 / クリスマス

### 2006年
【1月】寄生虫 / スナック菓子 / ゲストウィーク/ゲストウィーク/

【2月】ゲストウィーク/ゲストウィーク/ゲストウィーク/ゲストウィーク/

【3月】ゲストウィーク/ゲストウィーク/友情 / 男と女 /

【4月】カレー / 癖 / ゲーム / 三大○○ /

【5月】弁当 / コンピューター / ジュース / ワールドカップ /

【6月】魚 / 不良 / 恥ずかしい / 岩手 /

【7月】 男 / アメリカ / 遠距離 / 青春の1曲 /

【8月】汗 / 牛丼 / 酒2006（2回目）/

【9月】 改変 / サウナ / 愛称 / 社長 /

【10月】妖怪 / イチロー / 格闘技 / バイク / カフェ /

【11月】新庄剛志 / 500回 / アルバイト / お客様 /

【12月】飲み屋 / CM / 遅れてきた○○ / GUNS'N ROSES

### 2007年
【1月】ミルク / 麻雀 / 怪我 /緒川たまき /マクドナルド

【2月】パンツ / ひなび /パンティ / 短歌 /

【3月】学園祭 / 帽子 / はじまりの恋 / 卒業 /

【4月】寄生虫（2回目） / プロ野球 / 現場 /

【5月】宇宙人 / ハマリもの / 蚊 / 1分 /

【6月】病気 / 誕生日 / 店員 / スパイ /

【7月】ツアー / ヘビメタ / ダイエット /

【8月】ピザ / 夏フェス / 怪談 /

【9月】一人暮らし / スープ / 笑顔 /

【10月】忘れ物 / キノコ / 先生 / メール / 手作り /

【11月】名古屋 / 食生活 / 卵 /

【12月】2007年 / 酒（3回目）/

### 2008年
【1月】セックス / 寿司（B） /

【2月】盗難 / SM / 髭 / 町屋 /

【3月】ビックリ（1回目） / 千 / 人体改造 / 褒美 / 足元 /

【4月】Wikipedia / （ウ）昔話 / 部活 / 金 /

【5月】ニューヨーク / ハマグリ / 世界遺産 / 居酒屋（チェーン） /

【6月】遊園地（ディズニーランドを除く） / 台湾 / 銀行 / 地下鉄 /3周年 /

【7月】モンスターペアレント / アイス / PV ミュージックビデオ /

【8月】北京オリンピック / 花火 / IKEA / 100円ショップ /

【9月】恋人たち / カビ / 四字熟語 / キャンプ / おでん /

【10月】年齢 / 共通点 / 北海道 /

【11月】海外旅行 / 酔っぱらい / 焼き肉 / 競馬 /

【12月】 チーム / フランチャイズ&チェーン /

### 2009年
【1月】GUNS'N ROSES（2回目） / 田舎 / 口コミ / 色 /

【2月】平和 / 右利き、左利き / ふれあい /

【3月】ニンニク / 夢/ 神 / キャンペーン / 二人組 /

【4月】ブランニュー○○ / 住宅 / B級グルメ/

【5月】出張 / ライブ / 脚本/ インド / カップ麺 /

【6月】老人 / 生 / 迷惑 / 常識 / CCレモンホール /

【7月】初○○ / 生こむぞうを振り返る / ビックリ（2回目）/ ディープ /

【8月】マナー / ミドサー（middle thirty）/ 振り返れお盆！！ /

【9月】ならでは / マイケル・ジャクソン/ さんま/ 祝祭日/

【10月】探偵/ リアルタイム（ツイッター） / 山手線 / 同時 /

【11月】ファーストアルバム / 店長 / 鍼 / ゴミ / 大豆 /

【12月】流行'09 / ふれあい（2回目）/

### 2010年
【1月】言葉遣い / 冬ならでは /

【2月】この冬の○○ / 旅'10 / 雨 /

【3月】鯨 / 宇都宮 / ツイッターその2 / 花見 /

【4月】接待 / 道中記 / 緊張 / 奉仕/

【5月】テーマを決めずにだだ喋り / 油 / イベント / 引っ越し / もったいない（慶三）/

【6月】南アフリカ / ビークル / COM-1グランプリ2010 / 学ぶ /

【7月】選挙 / 便利 / リラックス / グロテスク /

【8月】危ない女 / 夏の過ごし方/ 夏の小宮山雄飛プレゼンツ！！/ 夏フェス'10/

【9月】作法 / カラオケ / 高速道路 / バス /

【10月】釣り / 人のブログ / 最近の西寺郷太 / 僕たちの尖閣諸島問題 /

【11月】世界（の）ふしぎ発見 / 新生 / 大阪 /

【12月】寄付 / 2000

### 2011年
【1月】餅 / パクり / ウィルス / K-POP /

【2月】童謡・民謡 / 領土問題 / 温泉 /

【3月】リビア／カダフィ大佐 / 間違えやすい日本語 /

【4月】ドキュメンタリー / 焼きそば / 監督 /

【5月】迷信 / 焼き肉（2回目） /ホフディランスペシャル/

【6月】ホフディランスペシャル/GOOD！/

【7月】節電 / 反省 / 象 /

【8月】日焼け / 扇風機 / 漁港 /

【9月】なでしこジャパン / 検索 / スリ / 移籍 /

【10月】忌み言葉 / スティーブ・ジョブズ / ファミレス / 期待はずれ /

【11月】秋 / 躾/ 仕付け/ ものまね芸人/

【12月】カレー作り/ 年末恒例年末大賞/

### 2012年
【1月】今年の抱負 / 2012年 / 2012年の企画会議 / ウィンタースポーツ / 受験 /

【2月】ジンクス / 気分転換 / 解散 / 日本の100選 /

【3月】失って気付いたこと / 洗脳 / 酒（角打ち） / 立ち飲み&角打ち /

【4月】俗語 / 入学 / 春のメール祭り / ピクニック / 関ノートスペシャル /

【5月】こむぞう裁判（慶三編） / ウムの生まり変わり / 接待の裏話 / 全日本バレーボール /

【6月】そういや、こないださ〜〜 / 裏山雄飛 / 指名手配 / 今年の目標中間報告 /

【7月】スカイツリー / ガラパゴス / 鰻 / 鰻 / スタッフ /

【8月】夏休み / 感謝、感激、サンキュー / クラゲ / 雄飛の夏休みロンドン編 /

【9月】大家族 / 蝉 / 方言 / 仙台 /

【10月】秋の味覚 / そういや、こないださ〜 / ネタぞう / エンディングノート/ 熊本 /

【11月】モテる人、モテない人 / 奇跡 / おじさん / 伊豆大島/

【12月】そういや、こないださ〜 / 出たがりクソ野郎 / お悔やみ2012 / 掲げた目標の総括/

### 2013年
【1月】今年きそうなもの/サルーン/深海魚/彼女のイヤな部分

【2月】三人寄れば文殊の知恵/?/ホ二人旅/ヤフー知恵袋

【3月】口癖/長者番付/出任せ/先輩後輩

【4月】ヤフーお見合い/羽賀研二/国民栄誉賞/国民栄誉賞/東京ディズニーランド

【5月】有線スペシャル/ウィークポイント/そういや、こないださ〜/更年期

【6月】初老の性生活/関ノート/体内時計/風/

【7月】死語/死語2/クーデター/ドーピング

【8月】

【9月】

【10月】

【11月】

【12月】

### 2014年
【1月】花魁/年末年始/馬/毒

【2月】シンガポール/テーマ無/ウィンタースポーツ/辞めた、辞めよう

【3月】デビ夫人（の予定のだった）/生誕40年記念DVD発売記念/きむぞう（キヨシ）/デビ夫人

【4月】デビ夫人/いいとも/氷川神社と護国神社（チャレンジ企画）/年取ったな〜

【5月】

【6月】

【7月】

【8月】

【9月】（テーマ無）/あの人は今/空き巣/漁港/明るいニュース

【10月】

【11月】

【12月】

### 2015年
【1月】去年を振り返る！/人生相談ウィーク/ウムの群発頭痛期/県民性

【2月】小宮山雄飛があの人と話す会の裏話/デマ/ 居酒屋トーク/本当の自分

【3月】とくになし/とくになし/伊豆大島しペシャル/戦隊物/ウルトラマンシリーズ

【4月】

【5月】

【6月】

【7月】

【8月】

【9月】

【10月】

【11月】

【12月】

## 慶三コール
テンションの高いオープニングや、慶三のミスなどから誘発され『慶三！慶三！…』のコールの後に、慶三がネタを披露する。
第785回放送時の小宮山の提案より、月に1回強制的に行われることになったが、慶三がダレてきたため、第1592回の小宮山の発言により再びランダムに発生することとなった。こむぞうのブログ内に慶三コールまでの日にちをカウントするブログパーツが設置されていた（現在はカウントダウンはされていない）。

### 2005年
- 言いとうないっ！（ただし、コールは『こむぞう！』第12回 こむぞうロックフェス 2005年7月15日配信）
- 大地の恵み/ささくれできちゃった（第26回 アンダーこむぞう 2005年7月29日配信）
- ちょっと待ってよ（第40回 アンダーこむぞう 2005年8月12日配信）
- もうやだ、追い込まないで〜（第41回 こむぞうpresents 最強のサマースクール 2005年8月13日配信）
- それ聞くと鳥肌が立つ（第46回 ダンディこむぞう 2005年8月18日配信）
- フラメンコだからいいよ、もう、やめてくれよ（第48回 こむぞうpresents こむリンピック 2005年8月20日配信）
- ちょっと、そういう週じゃないから（第55回 COM-1グランプリ 2005年8月27日配信）
- 月曜からやめてよー/マシャロ（第57回 マンデーこむぞう 2005年8月29日配信）
- お〜れ〜が〜、けいぞ〜だ〜/雄飛君たまにはこっちきてよ/フォ〜エ〜バ〜/マジ、超無責任だよ（第60回 ダンディこむぞう 2005年9月1日配信）
- ・・・（UMUコール）/ポリフェノ〜ル（第64回 マンデーこむぞう 2005年9月5日配信）
- 持ってきてない、いっこしか（第68回 ゆるぞう 2005年9月9日配信）
- かじわらー、あっつ！（第69回 こむぞうpresents 最強の漫画 2005年9月10日配信）
- トニ〜！（第70回 サンデーこむぞう 2005年9月11日配信）
- パノ・ラマ・でた（UMUコール 第73.2回 パノラマこむぞう 2005年9月14日配信）
- フォ〜エ〜バ〜ってのをね（第95回 放送100回前夜祭スペシャル 2005年10月6日配信）
- それは〜、なしよ〜っね（第97回 放送100回前夜祭スペシャル 2005年10月8日配信）
- 巻き込まないでください（UMUの不発に終わる 第105回 サンデーこむぞう 2005年10月16日配信）
- モイスチャーミルク（第106回 マンこむ 2005年10月17日配信）
- えっ？うっ！（第113回 マンこむ 2005年10月24日配信）
- 電話ちょうだいっね！（第145回 インフォこむぞう 2005年11月25日配信）
- しー！！（第147回 サンデーこむぞう 2005年11月27日配信）
- 浪速の血も流れとるで（第148回 マンこむ 2005年11月28日配信）
- なにがでるかな？（第179回 こむぞうpresents 最強の大晦日 2005年12月29日配信）
- た〜い、たいたい（第181回 大晦日スペシャル！ 2005年12月31日配信）
- なにがでるかな？（第181回 カウントダウンこむぞう！ 2005年12月31日配信）

### 2006年
- んあ、なだ虫（UMUコール 第186回 こむぞうpresents 最強の寄生虫 2006年1月5日配信）
- いたた、いた（雄飛コール 声の出ない小宮山に叩かれる 第200回 放送200回記念！ 2006年1月19日配信）
- こんちゃーっす！（郷太コール 第206回 ごむぞう 2006年1月25日配信）
- もむぞう！（もむぞうコール×3回）/ハチ、キュー、ッサン！（やくざコール）（ 第211回 WOO！もむぞう 2006年1月30日配信）
- もむぞう！（もむぞうコール×2回 第212回 WOO！もむぞう 2006年1月31日配信）
- ・・・（第229回 インフォこむぞう 2006年2月17日配信）
- もう、あっぶねー（満腹コール 第293回 ネタぞう 2006年4月22日配信）
- キーメンス（イベントコール 第359回 ネタぞう 2006年6月26日配信）
- なんもでんわ〜（UMUコール 第437回 ダンディこむぞう 2006年9月13日配信）
- 終点（終点コール 第467回 ネタぞう 2006年10月13日配信）
- しゃらら〜、しゃらら〜、しゃらら〜（第470回 マンこむ 2006年10月16日配信）
- ・・・（慶三遅刻のため不在 第526回 マンこむ 2006年12月11日配信）

### 2007年
- のこぎり妻、万歳!！（第574回 生ぞう大放出 2007年1月28日配信）
- おかげさまで、合格しました！/ちょっとまって（第589回 マンこむ 2007年2月12日配信）
- パンティ！（第598回 パンティこむぞう 2007年2月21日配信）
- 何もかもはできなくとも、何かはきっとできる、…（第660回 ゆるぞう 2007年4月24日配信）
- 安くねーか？（第702回 ゆるぞう 2007年6月5日配信）
- ビリー、ビリー、オー、ビリー！（第750回 マンこむ 2007年7月23日配信）
- まーまー落ち着け、落ち着け（第659回 マンこむ 2007年4月23日配信）
- ほんっとねーなー（第785回 ワールドこむぞう 2007年8月27日配信）
- ほにょにょー（第815回 ダンディこむぞう 2007年9月26日配信）
- かしなが（カシオ福永コール 第816回 インフォこむぞう 2007年9月26日配信）
- ほんっと何もねーなー/ちょっと、もっかいだけやってくんない？（第845回 ネタぞう 2007年10月26日配信）
- ねじれたー！ねじり卵！ねじり出し巻き！/水を含め！、水を取り入れろ！（第876回 マンこむ 2007年11月26日配信）
- こめ？こめ？こめかみ、こめかみから、なんか生まれそう（第906回 ダンディこむぞう 2007年12月26日配信）

### 2008年
- ニューカマー（第937回 くら寿司こむぞう 2008年1月26日配信）
- うぇあ〜い（ハッピーコール 第946回 マンこむ 2008年2月4日配信）
- お前の週なんだよ基本的に、やるかリアルファイト、おい。（UMUコール 第961回 ゆるぞう 2008年2月19日配信）
- おれは、エレベーター！昇りだけのエレベーター！（第968回 ゆるぞう 2008年2月26日配信）
- おれも、入って2対2っかって…（第997回 ダンディこむぞう 2008年3月26日配信）
- 地球の皆さんコンニチハ（セクシー国初代国王が代理 第1028回 はなれこむぞう 2008年4月26日配信）
- ハイッ！よろこんで！（第1058回 マンこむ 2008年5月26日配信）
- 朝っぱらっスか/昼は無理っスよ/夜になるまで待ってください/朝っぱらから昼一番/逃げ切らせねーのか？（第1089回 マンこむ 2008年6月26日配信）
- 知ってましたー、枝豆フライングしましたー（第1119回 はなれこむぞう 2008年7月26日配信）
- DAIGO！灰皿ウイッシュ！（第1150回 突然のはなれこむぞう 2008年8月26日配信）
- そろそろ、また髪伸ばそっかな（えぐっつぁんコール　第1164回 ゆるぞう 2008年9月9日配信）
- 癒すぞ!（癒せコール　第1169回 ゆるぞう 2008年9月14日配信）
- 俺のバイクは新車だぞ！（第1181回 本日の慶三っぽい 2008年9月26日配信）
- 兄は死にましぇ〜ん（第1211回 生ぞう直前記念・四姉妹物語予告編の予告編 2008年10月26日配信）
- 後手にまわって（第1242回 なにぞう？ 2008年11月26日配信）
- 俺は両方ほしいかな（第1272回 ネタぞう 2008年12月26日配信）

### 2009年
- お前の笑顔は闇歯医者（第1303回 ネタぞう 2009年1月26日配信）
- 金具付きでお願いします。（第1334回 ネタぞう 2009年2月26日配信）
- おいどんは、おいどんだってピル飲んでみたいさ。（第1362回 ダンディこむぞう 2009年3月26日配信）
- ランク！ランク！ランク！（第1389回 なにぞう？ 2009年4月22日配信）
- まてー！中国に行くぞー！（第1391回 ネタぞう 2009年4月24日配信）
- お前が悪いよ！お前がシャッターしめたんだから、お前が悪いよ！！（第1393回 眠りこむぞう 2009年4月26日配信）
- もこ！！っと、2つとれました。（第1423回 ゆるぞう 2009年5月26日配信）
- ももえ〜かおりです。エス、ケ〜、ツ〜です。（第1454回 ネタぞう 2009年6月26日配信）
- あの〜〜、こればっかりはさ〜〜。（第1484回 ランキン王国 2009年7月26日配信）
- ひゃく！、ひゃく！（UMUコール 第1505回 ウ昔話 2009年8月16日配信）
- あのねー。空き巣がくるんだよ。空き巣くるんだよ、うちに、絶対。（第1515回 なにぞう？ 2009年8月26日配信）
- スピンオフ企画（ごーたコール　第1534回 マンこむ 2009年9月14日配信）
- いや、その、（ごーたコール　第1536回 なにぞう？ 2009年9月16日配信）
- 大橋慶三呪いにより靭帯損傷。（第1546回 はなれこむぞう2009年9月26日配信）
- 慶三コール引退宣言。（第1576回 今日の最後っ屁2009年10月26日配信）
- ててーっす。（がんばれコール 第1592回 なにぞう？2009年11月11日配信）
- やったー！なんも出ないぜ、これは！（植木コール 第1618回 マンこむ2009年12月7日配信）
- 待って！（第1636回 ネタぞう 2009年12月25日配信）

### 2010年
- じゃんけんポン！（後だし（西寺郷太）コール　第1934回 こむぞうた！ゆるぞう 2010年10月19日配信）

### 2011年
- はっはっは！（銚子コール　第2193回 火＜ネタぞう＞ 2011年7月5日配信）

### 2014年
- それはまだ早い！（第3354回 月＜スモールスリープ＞ 2014年9月8日配信）
- 稲垣潤一！（第3439回 金＜大喜利こむぞう＞ 2014年9月12日配信）
- あげろ（あげろコール　第3454回 火＜ゆるぞう＞ 2014年12月2日配信）
- ぽんぽこ（ウムコール　第3454回 水＜なにぞう？＞ 2014年12月17日配信）

### 2015年
- いやいやいや（おやじ会員権コール　第3481回 火＜ダンディこむぞう＞ 2015年1月13日配信）
- 冷やし中華〜…はじめたいぜ〜（第3643回 水＜くるまこむぞう＞ 2015年6月24日配信）

### 2016年
- せんとくん（第3999回 火＜あしたは4,000回！＞ 2016年6月14日配信）

### 2017年
- またそのセーター着てるじゃん（Ustコール 第4214回 日＜産屋敷光孝の報告王国＞ 2017年1月15日配信）
- （不倫を）したい！（してるコール 第4325回・土＜ゆるぞう＞2017年5月6日配信）
- そうだよね　（起こせ・死んじゃったコール 第4414回・木＜渋谷のこむぞう＞2017年8月3日配信）

## イタコンピューター
niftyが開発した、死んだ人を呼び出せるイタコ機能を搭載したコンピューター、略してイタコンピューター（イタコン）を使って天国のあの人とおしゃべりしちゃおうというコーナー。
通常のイタコン以外に、G.O.T.A、G.E.N.、OO、YU、U.M.U、K-3が存在する。
第98回にダイジェスト機能が搭載されたが、この回以降に使用されてはいない。同じ第98回にダイレクトメール呼び出し機能も搭載されたが、こちらは使用された形跡はない。
神様がブッキングプロデューサーとなって、誰が登場するかをきめる。
これまでに登場した人物

### 2005年
織田信長（第7回 2005年7月10日配信） / 聖徳太子（第14回 2005年7月17日配信） / ペリー（第21回 2005年7月24日配信） / チンギス・ハン（第28回 2005年7月31日配信） / エルビス・プレスリー（第35回 2005年8月7日配信） / 西郷隆盛（第42回 2005年8月14日配信） / お菊（第49回 2005年8月21日配信） / チャーリー・チャップリン（第56回 2005年8月28日配信） / ジョン・レノン（第63回 2005年9月4日配信） / トニー谷（第70回 2005年9月11日配信） / 力道山（第77回 2005年9月18日配信） / フランシスコ・ザビエル（第84回 2005年9月25日配信） / 坂本龍馬（第91回 2005年10月2日配信） / マリリン・モンロー（第105回 2005年10月16日配信） / エジソン（第112回 2005年10月23日配信） / ブラックジャック（第119回 2005年10月30日配信） / 相田みつを（第126回 2005年11月6日配信） / 松尾芭蕉（第133回 2005年11月13日配信） / ファーブル（第140回 2005年11月20日配信） / 杉田玄白（第147回 2005年11月27日配信） / 一休（第154回 2005年12月4日配信） / 水戸黄門（第161回 2005年12月11日配信） / マルクス（第168回 2005年12月18日配信） / セントニコラウス（第175回 2005年12月25日配信）

### 2006年
ライト兄弟（第182回 2006年1月1日配信） / ナポレオン（第189回 2006年1月8日配信） / 福沢諭吉（第196回 2006年1月15日配信） / 織田信長（G.O.T.A 第203回 2006年1月22日配信） / 徳川家康（G.O.T.A 第210回 2006年1月29日配信） / ジャイアント馬場（OO 第217回 2006年2月5日配信） / 渥美清（G.O.T.A 第224回 2006年2月12日配信） / 太宰治（G.E.N. 第231回 2006年2月19日配信） / きんさんぎんさん（G.E.N. 第238回 2006年2月26日配信） / 川口浩（U.M.U 第245回 2006年3月5日配信） / 安部公房（K-3 第252回 2006年3月12日配信） / 北大路魯山人（第259回 2006年3月19日配信） / 忠犬ハチ公（第266回 2006年3月26日配信） / ベイブ・ルース（第273回 2006年4月2日配信） / 徳川綱吉（第280回 2006年4月9日配信） / クレオパトラ（第287回 2006年4月16日配信） / ピカソ（第294回 2006年4月23日配信） / アーサー・コナン・ドイル（第301回 2006年4月30日配信） / ノストラダムス（第308回 2006年5月7日配信） / 藤子・F・不二雄（第315回 2006年5月14日配信） / アンドレ・ザ・ジャイアント（第322回 2006年5月21日配信） / アルベルト・アインシュタイン（第329回 2006年5月28日配信） / ベートーベン（第336回 2006年6月4日配信） / コロンブス（第343回 2006年6月11日配信） / ジミー・ヘンドリックス（第350回 2006年6月18日配信） / ブルース・リー（第357回 2006年6月25日配信） / 平賀源内（第364回 2006年7月2日配信） / 田中角栄（第371回 2006年7月9日配信） / マルコ・ポーロ（第392回 2006年7月30日配信） / 二宮金次郎（第399回 2006年8月6日配信） / 泉重千代（第406回 2006年8月13日配信） / ダグラス・マッカーサー（第413回 2006年8月20日配信） / 紫式部（第420回 2006年8月27日配信） / アイルトン・セナ（第427回 2006年9月3日配信） / 明智光秀（第434回 2006年9月10日配信） / 勝新太郎（第441回 2006年9月17日配信） / 横山やすし（第448回 2006年9月24日配信） / ボブ・マーリー（第455回 2006年10月1日配信） / 林家三平（第469回 2006年10月15日配信） / 丹波哲郎（第476回 2006年10月22日配信） / ガガーリン（第483回 2006年10月29日配信） / シド・ビシャス（第490回 2006年11月5日配信） / フロイト（第497回 2006年11月12日配信） / ハナ肇（第504回 2006年11月19日配信） / ジョン万次郎（第511回 2006年11月26日配信） / ウィリアム・シェイクスピア（第518回 2006年12月3日配信） / 千利休（第525回 2006年12月10日配信） / カーネル・サンダース（第532回 2006年12月17日配信） / 松下幸之助（第539回 2006年12月24日配信） / 吉良上野介（第546回 2006年12月31日配信）

### 2007年
スキャットマン・ジョン（第553回 2007年1月7日配信） / ジェームス・ブラウン（YU 第560回 2007年1月14日配信） / 淀川長治（第567回 2007年1月21日配信） / グリム兄弟第588回 （2007年2月11日配信） / 岡本太郎（第595回 2007年2月18日配信） / 紀貫之（第602回 2007年2月25日配信） / 小野小町（第609回 2007年3月4日配信） / はらたいら（第616回 2007年3月11日配信） / ブルーザー・ブロディ（U.M.U 第623回 2007年3月18日配信） / 吉田松陰（K-3 第630回 2007年3月25日配信） / ソクラテス（K-3 第644回 2007年4月8日配信） / マルキ・ド・サド（第665回 2007年4月29日配信） / レーオポルト・フォン・ザッハー＝マゾッホ（第679回 2007年5月13日配信） / 孔子（第686回 2007年5月20日配信） / レントゲン（第707回 2007年6月10日配信） / 徳川家宣（第714回 2007年6月17日配信） / 石川五右衛門（第721回 2007年6月24日配信） / 江戸川乱歩（第742回 2007年7月15日配信） / フランク・シナトラ（第749回 2007年7月22日配信） / 大岡越前（第770回 2007年8月12日配信） / サンドイッチ伯爵（第805回 2007年9月16日配信） / ドストエフスキー（第812回 2007年9月23日配信） / 武蔵坊弁慶（第819回 2007年9月30日配信） / 楊貴妃（第826回 2007年10月7日配信） / チェ・ゲバラ（第833回 2007年10月14日配信） / 金太郎（第847回 2007年10月28日配信） / アレクサンダー・グラハム・ベル（第854回 2007年11月4日配信） / モンゴルフィエ兄弟（第889回 2007年12月9日配信） / 三波伸介（第896回 2007年12月16日配信）

### 2008年
キュリー夫妻、マリ・キュリー、ピエール・キュリー（第924回 2008年1月13日配信） / 明石志賀之助（第931回 2008年1月20日配信） / ジャコモ・カサノバ（第938回 2008年1月27日配信） / 伊藤博文（第945回 2008年2月3日配信） / 正岡子規（第980回 2008年3月9日配信） / ヴラド・ツェペシュ（第1015回 2008年4月13日配信） / 小泉八雲（第1036回 2008年5月4日配信） / アルチュール・ランボー（第1057回 2008年5月25日配信） / チャールズ・リンドバーグ（第1071回 2008年6月8日配信） / エドワード・S・モース（第1085回 2008年6月22日配信） / 服部半蔵（第1120回 2008年7月27日配信） / 三遊亭円朝（第1148回 2008年8月24日配信） / マリーアントワネット（第1239回 2008年11月23日配信） / 吉田茂（G.O.T.A 第1253回 2008年12月7日配信） / 池波正太郎（第1267回 2008年12月21日配信）

### 2009年
マクドナルド兄弟（第1389回 2009年4月19日配信）

## ウ昔話
ウムどん（UMU）が昔話を紹介する。簡単にしか覚えていないため、新しい発見がある。
心がケバだっている人（主に慶三）への、癒しを目的としたコーナー。
小宮山及び慶三の野次による、執拗な妨害工作によって、困り果てるウムどんの声を聞くことができる。笠地蔵（第1169回 2008年9月14日）の放送が、特にケバだっている。

### 2008年
力太郎（第1016回 2008年4月14日） / 耳なし芳一（第1017回 2008年4月15日） / 雪女（第1018回 2008年4月16日） / カチカチ山、分福茶釜（第1022回 2008年4月20日） / おむすびころりん（第1029回 2008年4月27日） / さるかに合戦（第1043回 2008年5月4日） / 三年寝太郎（第1064回 2008年5月11日） / 一寸法師（第1078回 2008年6月15日） / ねずみの嫁入り（第1092回 2008年6月29日） / わらしべ長者（第1127回 2008年8月3日） / 和尚さんとうむどん（第1092回 2008年6月29日） / うりこひめとあまのじゃく（第1162回 2008年9月7日） / 笠地蔵（第1169回 2008年9月14日）

### 2009年
ウシの恩返し（第1288回 2009年1月11日） / とっつくひっつく（第1295回 2009年1月18日） / 壁の中から（第1302回 2009年1月25日） / ここは松屋かい?（仮）(第1316回 2009年2月8日) / お風呂は怖い（第1358回 2009年3月22日） / 阿漕平治（第1365回 2009年3月29日） / 魚売りとキツネ（第1379回 2009年4月12日） / 虚無僧（第1407回 2009年5月10日） / 〜紙芝居〜 ここは松屋かい?（離れこむぞう方式）(第1476回 2009年7月18日) / 百物語の幽霊（第1505回 2009年8月16日）/ 箱根の山の天の邪鬼（第1519回 2009年8月30日）/ 木仏長者（第1554回 2009年10月04日） / 鳥のみじいさん（第1568回 2009年10月18日）

### 2010年
百姓と天狗（第1644回 2010年1月2日） / カメカツギ（第1673回 2010年1月31日） / ねずみの名作（第1701回 2010年2月28日） / 金の持ち主（第1715回 2010年3月14日） / なぞかけあねさま（第1729回 2010年3月28日）　/ 墓場に行く娘（第1778回 2010年5月16日） / 徳政じゃ（第1834回 2010年7月11日） / 山奥の不思議な家（第1876回 2010年8月22日） / 悲しいお月見（第1897回 201年9月12日） / 月の夜晒し（第1959回 2010年11月13日） / 切れない紙（第1994回 2010年12月18日）

### 2011年
うさぎと月の話（第2015回 2011年1月8日） / 長崎の幽霊寺（第2043回 2011年2月5日） / そろばん上手（第2086回 2011年3月20日） / 8人の真ん中（第2317回 2011年11月6日）

## COM-1グランプリ
UMUと慶三がジャンルを超えたお題をお互いにプレゼンテーションしあう、最強のリアル異種格闘技戦。
最初、お互いに自分のお題を1分間でプレゼンテーションをし、その後フリーバトルで戦う。
こむぞうのレギュラーコーナーにおいて、唯一小宮山の名司会者っぷりが聞ける。（主にWikipediaによる）データのUMUと、（全く調べてこないがゆえの）アドリブの慶三の対決となっている。
お題は、リスナーから募集され、選手の選択や、くじ引きによって決められる。結果は、リスナーの投票数によって決められ、敗者には罰ゲームが待っている。罰ゲームは、リスナーから募集したものや、小宮山の独断によって決められる。
第1回のみ、お題は決定されており、ジャッジは小宮山が下し、罰ゲームも行われていない。また、第1回のみ、お題を途中で変更できるリザーバーシステムが存在した。

### 第1回
| UMU                          | 勝敗 | 慶三           |
| ---------------------------- | ---- | -------------- |
| アントニオ猪木               | ○-●  | マクドナルド   |
| 四国                         | ○-●  | TM NETWORK     |
| ドラえもん                   | ●-○  | 相田みつを     |
| 村西監督                     | ○-●  | 阪神タイガース |
| 海釣り(リザーバー：ホルモン) | ●-○  | 太陽           |

罰ゲーム なし

### 第2回
| UMU                        | 勝敗                         | 慶三              |
| -------------------------- | ---------------------------- | ----------------- |
| ホームラン軒               | 22●-○32                      | 足摺岬            |
| つげ義春                   | 40○-●3(マイナス3を含めると0) | JUN SKY WALKER(S) |
| 大橋慶三                   | 32○-●4                       | UMU               |
| サドルだけパくられた自転車 | 9●-○15                       | 肩甲挙筋          |

決勝ドイツ大会
| UMU      | 勝敗    | 慶三             |
| -------- | ------- | ---------------- |
| ゴキブリ | 51○-●37 | アクセル・ローズ |

罰ゲーム ラジオ日本で一人こむぞう（慶三）

### 第3回
| UMU        | 勝敗    | 慶三                             |
| ---------- | ------- | -------------------------------- |
| チンカス   | 36○-●18 | 普段地味だけど卓球するとすごい人 |
| ラブホテル | 6●-○37  | ブツブツ                         |
| 狐の嫁入り | 23○-●18 | もらいゲロ                       |
| 岡本夏生   | 16●-○25 | 乳輪                             |

罰ゲーム パスポート没収（慶三、UMUともに）

### 第4回
| UMU                       | 勝敗    | 慶三                                     |
| ------------------------- | ------- | ---------------------------------------- |
| ED                        | 7●-○30  | チャイルド・プレイ                       |
| Tバック                   | 21●-○22 | 愛撫                                     |
| あなたとは違うんです      | 17●-○25 | 坊主                                     |
| ファミコンのBコンのマイク | 24○-●4  | うまいうますぎる埼玉銘菓十万石まんじゅう |

『あなたとは違うんです』が、当時の首相『福田康夫』の発した流行語であるにもかかわらず、全員まったく知らずに番組を進めてしまったため、UMUおよび慶三共に罰ゲームとなった。
罰ゲーム 未実施（慶三、UMUともに）

### 第5回
1520回（2009/08/31）開催
| UMU                  | 勝敗    | 慶三                                           |
| -------------------- | ------- | ---------------------------------------------- |
| 甲子園の土           | 31○-●16 | 足の小指                                       |
| ユーミン             | 19●-○25 | お〜い！竜馬                                   |
| ナガシマスパーランド | 11●-○29 | お前のものはオレのもの、オレのものはオレのもの |
| パイパン             | 21○-●13 | 軍艦島                                         |

罰ゲーム 山手線全駅散歩（第1575回〜、慶三、UMUともに）

### 第6回
1814回（2010/06/21）開催
| UMU                                | 勝敗    | 慶三             |
| ---------------------------------- | ------- | ---------------- |
| 90年代後半                         | 2●-○47  | 麦茶             |
| 京極夏彦                           | 20○-●12 | 魔女狩り         |
| なんか絶対壊れないとされているもの | 9●-○27  | 楽しんだもの勝ち |
| うな重                             | 21○-●15 | 暗殺             |

罰ゲーム 未定

### 番外編
第1回生こむぞう
| UMU                         | 勝敗 | 慶三                 |
| --------------------------- | ---- | -------------------- |
| BEAT CRUSADERS ヒダカトオル | ○-●  | 爪楊枝               |
| 日清焼そばU.F.O.            |      | ネピア               |
| 白石義三                    |      | スコニッチカルベリー |

第2回生こむぞう
| UMU    | 勝敗 | 慶三           |
| ------ | ---- | -------------- |
| 舐める | ○-●  | フライドポテト |

第4回生こむぞう
飲食対決

## 稚内サ（ウ）ンドストーム
ホフディランのリリースにあわせ小宮山雄飛がゲスト出演する番組。FREAKYFROGのリリース時にUMUが出演することもある。
F&M稚内にて毎週日曜日午前3時45分から15分間放送。正式名称は稚内サ（ウ）ンドストーム内タモンの部屋（無増の部屋）。
漁師とトラック運転手に好評。風俗嬢も聞いている。もともとは鳥取で放送していた。
キャッチコピーは北の大地からムーブメント
メインナビゲーターの北海のブルドーザーことタモンちゃん（タモンC、落語）と、サブメインナビゲーターの北海の副音声ことタモンくん（タモンK、サルサ）のWタモンがMCを勤める。他にアシスタント（アシス）のタモンメン（タモンM）が、天候不順によって来ることの出来ないメンバーの代理として出演することもある（初登場は第1586回）。
プロデューサーは、肥留間三郎。
前番組として、2020年1月31日より「はっかないハマボウフウ」が開始（初配信は1月31日であるが、これは2回目であり、1回目はその前の週）。司会は小宮山雄飛。初のゲストはブルーチーズ大橋（ブルーノ・チーズ、リック安原）。リスナーはひとり（ペンネーム豚野郎）。
- 第626回 シングル「はじまりの恋」発売記念
- 第700回 配信700回記念
- 第718回 アルバム「遠距恋愛は続いた！！」発売記念
- 第899回 シングル「カミさま カミさま ホトケさま」発売記念
- 第900回 配信900回、ただし、「こむぞう」にWタモンがゲスト出演。
- 第1158回 シングル「恋人たち」発売記念
- 第1312回 シングル「ニューピース」発売記念
- 第1370回 アルバム「ブランニューピース」発売記念
- 第1585回 ライブCD＆DVD「13年の金曜日」発売記念
- 第1586回 FREAKYFROGの1stアルバム「FREAKYFROG」発売記念、タモンメン初登場
- 第1811回 シングル「マナマナ」発売記念
- 第2425回 アルバム「2PLATOONS」発売記念
- 第3736回 シングル「愛し合って世界は回る」配信記念
- 第3771回 Wたもん緊急スペシャル
- 第4489回、第4490回 アルバム「帰ってきたホフディラン」発売記念
- 第5325回（はっかないハマボウフウ）　ブルーチーズ大橋デビュー記念

## 年末恒例年末大賞
毎年年末に、その年の一番流行った言葉（流行語）、一番面白かった投稿（MVMアワード）、一番面白かったエピソード（MVEアワード）を、リスナーの投票により決定する。
2005年のみ、2006年と同時開催。慶三の独特の司会と、小宮山の「司会代えていいですか？」のやり取りが恒例となっている。

### 2005年
- 流行語大賞 ブラックだなあ
- MVMアワード 勃起族 ケントデリカッターズさん
- MVEアワード 第62回こむぞうプレゼンツ 最強のライブハウス、第70回 サンデーこむぞう トニー谷

### 2006年
- 流行語大賞 おい、おっさん！ 光です。
- MVMアワード ウムのニセ者のヤム ようこさん
- MVEアワード 第256回 シェルショムゾ〜ン

### 2007年
- 流行語大賞 ひなー
- MVMアワード もう、死んでしまいたい。 山本さん
- MVEアワード 第822回 ダンディこむぞう ウムと慶三のリアル子供喧嘩〜指の匂い嗅ぎ合い

### 2008年
- 流行語大賞 折れ曲がりチンポ野郎
- MVMアワード 無職島耕作 ダフトパンツさん
- MVEアワード 第1189回 本日の小宮山っぽい

### 2009年
- 流行語大賞 （味）角刈りでしょ〜？
- MVMアワード ウ昔話「ここは松屋かい？」 うんこ改めQ（浦安在住）さん＆まつももさん
- MVEアワード 第1538回　心霊こむぞう

## ふれあいい話
三十路を超えて急に「男はつらいよ」にハマリだした慶三が、人情話を語りだしたり、募集しだしたりした。
- リスナーである沖縄在住の鉛筆ネームHBさんが、東京で開催される生こむぞうに行けないため、毎回チケットのみ購入をしていた。この美談を聞いたこむぞう3人がサイン入りのプレミアムチケットを作り、彼にプレゼントした。
- リスナーオススメのお取り寄せスウィーツを送ってほしいと募集したところ、この募集により慶三が物乞いであると罵倒され、リスナーが2名減る結果となったが、ノクトンさんよりスウィーツばかりではなんだなと気遣いのもとカレー煎餅とアパカレーを送っていただいた。（2011/11/08第2319回・火＜ゆるぞう＞、2011/11/20第2331回・日＜週刊！裏山雄飛＞）

## こむぞう裁判
第1回目　小宮山雄飛編（2010年2月8日）
第2回目　産屋敷光孝編（2011年10月9日）
第3回目　大橋慶三編（2012年5月7日）

## 主なゲスト
- ワタナベイビー（ホフディラン） 636回、731の2回、1051回、2099回、回、2143回、2144回、2233回、2275回、3766回、4192回、5752回（出張ラジオディラン）
- 田中元尚（BIG3） 230〜235回、238回、253〜256回、2164回、2165回
- 真城めぐみ（ヒックスヴィル、exロッテンハッツ） 2150回、2151回
- 北田万紀（キタダマキ）（ベスト3、exSyrup 16g、exSTUDIO APES） 2157回、2158回
- 堀内順也（ホリウチジュンヤ） 2171、2172
- 柿沢健司（カッキー、PLATON、FRISCO、NATSUMEN） 2178、2179
- 早川貴（タッキー、サックス講師[15]）  2178回、2179回
- 西寺郷太（NONA REEVES、Mr.Clubhouse） 203〜207回、210回、218〜221回、223回、1253〜1257回、1534〜1537回、4568～4573回、5696回
- カジヒデキ 2148回
- 田中貴（サニーデイ・サービス）　4045回
- サルーン（big the grape、NUDGE'EM ALL）　4063回、4072～4076回
- 松井（big the grape、oto） 4063回、
- 植木遊人（exダブルオー・テレサ） 211〜214回、217回、557回、558回、560〜563回、1245〜1249回、1615回、1618〜1621回
- 森信行（exくるり） 208回、209回、211〜214回
- 吉村潤（exWINO） 6回（電話にて）、215回、216回
- 黒木裕貴（ウミネコサンライズ） 225〜228回
- ミッシェル 232〜235回、253〜256回
- 河口恭吾 4575回
- ジョージ・ウィリアムス 2065回
- 清田いちる　5701回（元ニフティ社員、初代ギズモード編集長、こむぞうの生みの親）
- 塙幸成 2066回、2067回
- 朴木浩美[16] 2066回、2067回
- 安達薫（FILT編集長）4443回
- バーバンクサン 2260回
- 朝日美穂 245〜252回
- 荒木師匠（exビートクルセイダース、ドランクファックス） 734回、741回
- 如月あげは 110回、111回
- 小宮山雄飛のいとこ 80回（電話にて）、194回
- 三上潤（劇団外組　二代目座長）5637回、5638回
- 朝香賢毅（フリーペーパーズ）2558回、3333〜3335回
- 今井俊佑（フリーペーパーズ、ex今井忍、野武士）3333〜3336回
- JJ 239〜244回
- 川添宏之（ex　WINO）　3876回
- Wタモン
- Wアクセル